# Groupement de plongeurs tactiques
Le Groupement de plongeurs tactiques (en espagnol : Agrupación de Buzos Tácticos - APBT - ou plus simplement Buzos Tácticos) est le premier groupement de forces spéciales de la Marine argentine. Les Buzos Tácticos sont basés à la Base navale de Mar del Plata (es) (BNMP) sur la côte atlantique de l'Argentine. Ses hommes sont des nageurs de combat très entraînés, des démineurs et artificiers spécialisés et des parachutistes.
L'APBT est la première division de forces spéciales créée en Amérique du Sud. L'unité est créée en 1952 à bord du Landing Ship Tank ARA Cabo San Bartolomé avec des instructeurs qui étaient d'anciens membres des commandos X-MAS (en) italiens. À cette époque, un groupement de plongeurs tactiques réduit opère à partir de l'ARA Cabo San Bartolomé ; des années plus tard, la Marine argentine créé un deuxième groupement dans l’Escuadra Naval del Plata. En 1966, les deux services fusionnent, donnant naissance au Groupement de plongeurs tactiques actuel.
Les membres de l'APBT sont entraînés pour opérer dans des environnements diversifiés, tels que les fleuves de la jungle, l'environnement maritime et dans des climats extrêmes. Tous ses membres sont des nageurs de combat et des plongeurs expérimentés.
La formation des membres de l'APBT a lieu dans les environs de Mar del Plata, elle comprend l'entraînement à la chute opérationnelle, aux opérations aéroportées, à la guerre non conventionnelle, démolition sous-marine (en) et au contre-terrorisme. Les recrutements sont ouverts aux soldats du rang et aux sous-officiers, ils sont très sélectifs, avec un taux d'attrition élevé. Les membres de cette unité portent des bérets bruns avec des badges de l'unité.
L'unité est rattachée au Commandement des forces sous-marines (es), placé sous les ordres du Chef des opérations navales. Cette unité est l'une des deux forces chargées des opérations spéciales de la Marine argentine, l'autre unité étant le Agrupación de Comandos Anfibios (APCA), rattachée au Commandement de l'infanterie de marine.